# Kirk o' Field

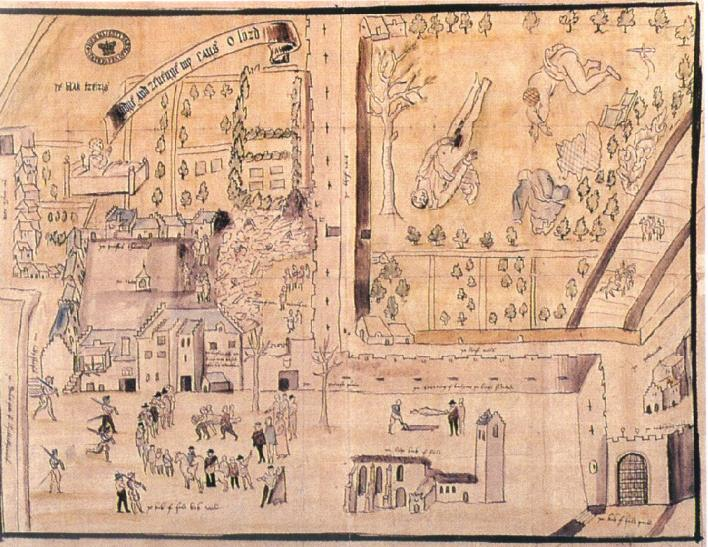
Disegno contemporaneo all'assassinio di Lord Darnley

Kirk o' Field a Edimburgo, è un luogo celebre per essere stato, nel 1567, la scena dell'omicidio di Lord Darnley, secondo marito di Maria Stuarda, regina di Scozia.
Si trova a circa dieci minuti a piedi dal palazzo di Holyrood, adiacente alle mura della città, vicino al Cowgate. Al suo ritorno a Edimburgo con Maria nei primi mesi del 1567, Darnley prese residenza nell'alloggio del vecchio prevosto, una confortevole casa su due piani dentro al quadrangolo della chiesa.
Nelle prime ore del mattino del 10 febbraio, la casa venne distrutta da un'esplosione causata da un gran quantitativo di polvere da sparo, mentre Maria si trovava al palazzo di Holyrood, in cui si stavano festeggiando le nozze di una sua damigella. Un disegno contemporaneo alla scena del delitto a Kirk o' Field, mostra in alto a sinistra il piccolo principe Giacomo, seduto nella sua culla, che prega: «Giudica e vendica la mia causa, o Signore»; nel centro vi sono le macerie della casa; sulla destra invece Darnley e il suo servo morti nel giardino; nella parte inferiore gli abitanti di Edimburgo si raccolgono intorno e quattro soldati rimuovono il corpo per la sepoltura.
I sospetti ricaddero immediatamente sulla regina Maria e su James Hepburn, conte di Bothwell, uno dei gentiluomini a lei più vicino e fidato. Benché Bothwell fosse considerato il capo della cospirazione, fu prosciolto da ogni accusa dal Consiglio Privato nel processo svoltosi nell'aprile 1567. 
In seguito Maria sposò Bothwell.
Il matrimonio incrinò l'immagine di Maria agli occhi del suo popolo e permise ai lord di ribellarsi alla regina e di farle perdere la corona (tenuta prigioniera nel castello di Loch Leven, fu costretta ad abdicare in favore del figlio, che aveva un anno, il 24 luglio 1567).